# Trichotichnus flavomarginatus
Trichotichnus flavomarginatus is een keversoort uit de familie van de loopkevers (Carabidae). De wetenschappelijke naam van de soort is voor het eerst geldig gepubliceerd in 2002 door N.Ito.